# 博耶氏真銀漢魚
博耶氏真銀漢魚（学名：Atherina boyeri ）為輻鰭魚綱銀漢魚目銀漢魚科的其中一種，分布於東大西洋區，從英國、西班牙、葡萄牙至茅利塔尼亞淡水、半鹹水及海域，包括地中海、黑海，體長可達20公分，為亞熱帶魚類，能適應各種不同鹽分的水域，主要棲息在河口、港灣、湖泊、沿岸靜止水域，成群活動，以蠕蟲、甲殼類、軟體動物等為食，可做為食用魚。